# Roderich Schröder

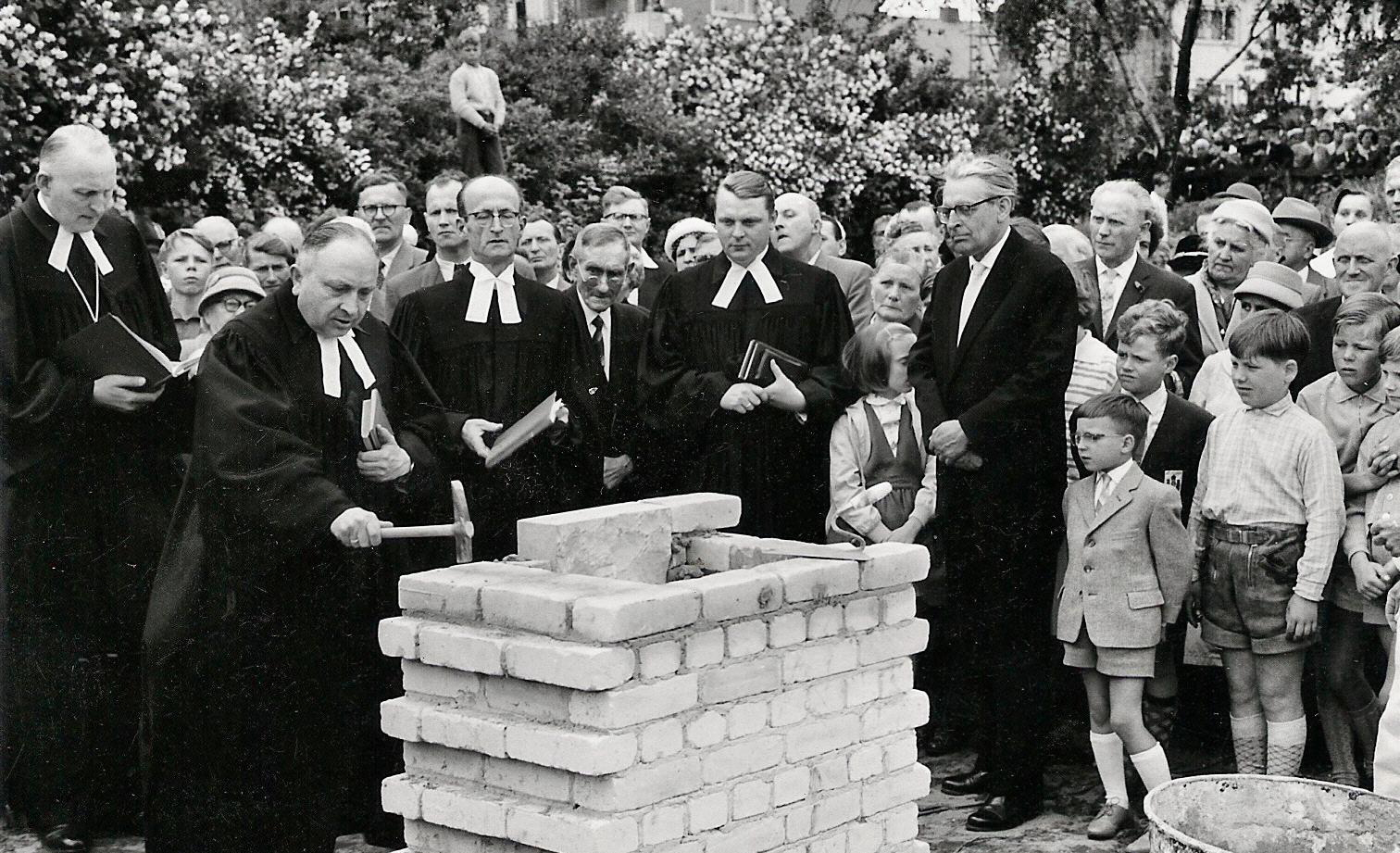
Roderich Schröder, rechts, bei der Grundsteinlegung der Corvinuskirche in Hannover (1960)

Roderich Schröder (* 1907; † 1997) war ein deutscher Architekt, Redakteur und Autor.

## Leben

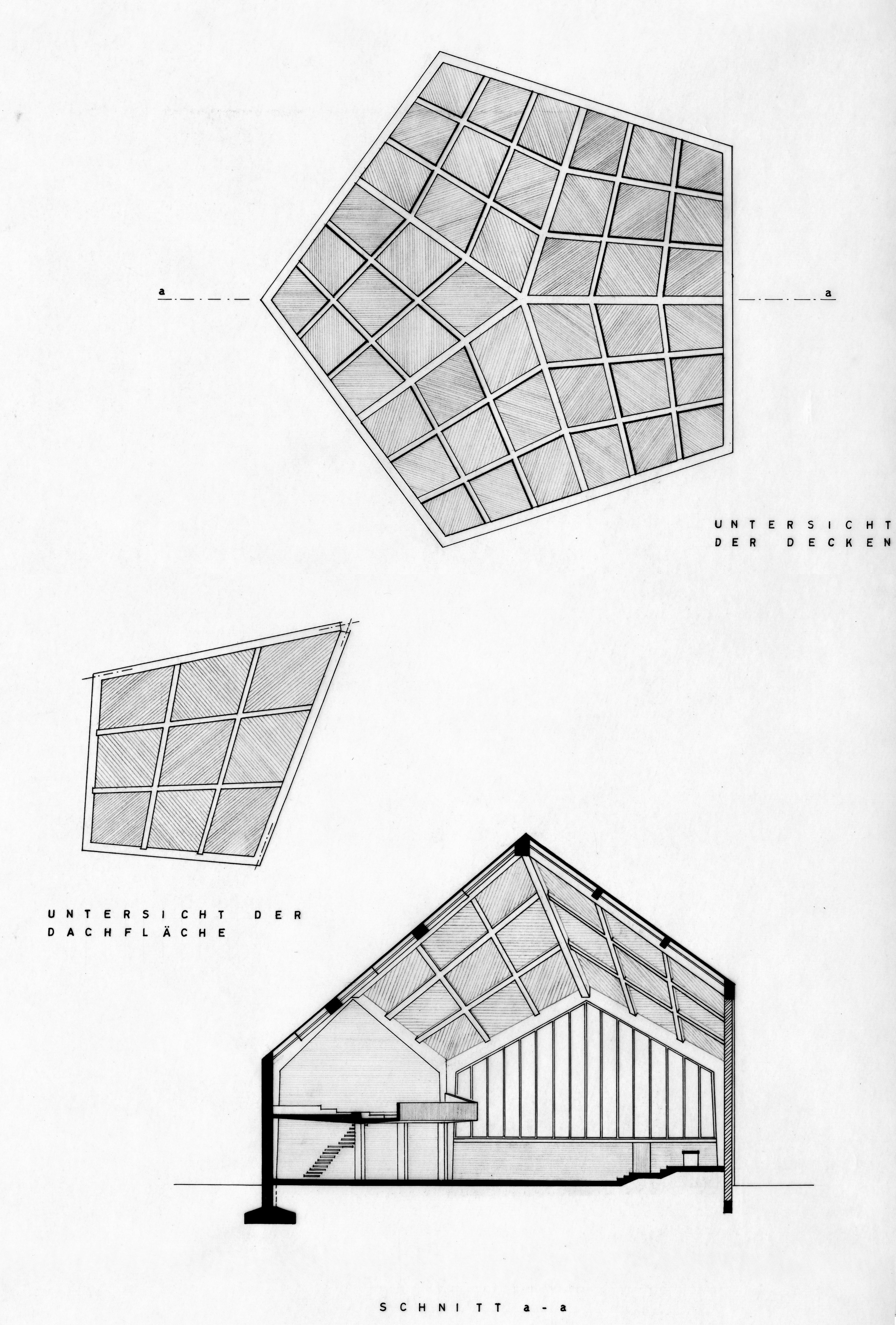
Eine von mehreren Planzeichnungen Schröders 1958 zum Bau der Corvinuskirche

Roderich Schröder schlug nach seinem Architekturstudium zunächst eine Baubeamten-Karriere ein, schied aber bereits als Assessor aus dem Staatsdienst aus – er führte deshalb später auch den Titel Regierungsbaumeister a.D.
In den Jahren von 1975 bis 1987 arbeitete Schröder als Schriftleiter der seinerzeit in Göttingen erscheinenden Zeitschrift Carolinum.
Als Autor war Schröder Verfasser von Mecklenburgica.
Schröder lebte zuletzt in Wieckenberg bei Celle, wo er auf dem Friedhof Wieckenberg laut dem Grabstein neben Barbara Schröder geb. Westermayr (1915–2004) bestattet wurde.

## Bauten (Auswahl)

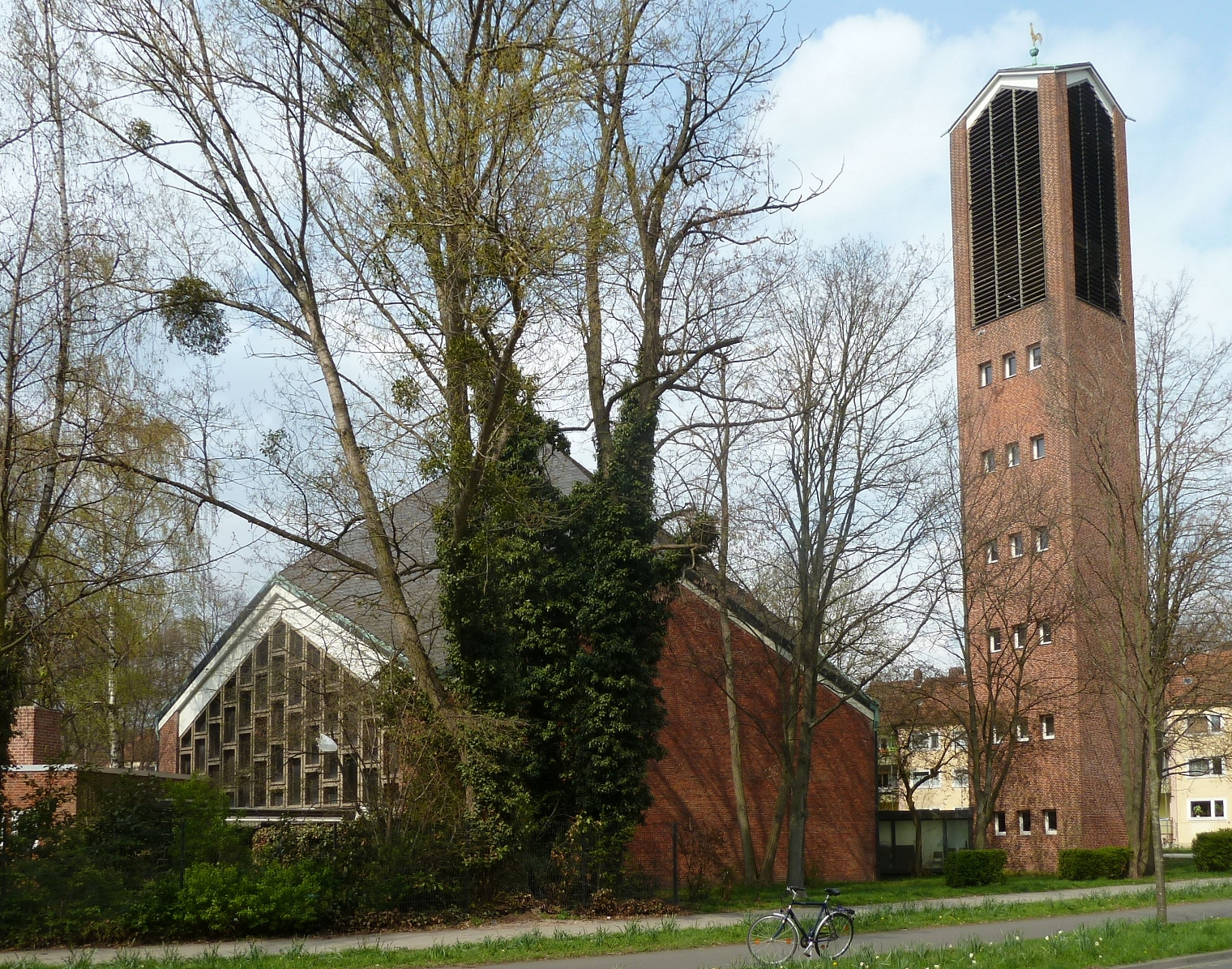
Die 1960 von Schröder entworfene Corvinuskirche wurde 2021 trotz Denkmalschutz abgerissen

- 1954: Bauausführung der Timotheuskirche in Hannover-Waldhausen (Vorentwurf von Hans Bettex)[3]
- 1960: Corvinuskirche in Hannover-Stöcken (unter Denkmalschutz; 2012 entwidmet)[4]